# 879 до н. е.

## Події
- Ассирія: Ашшур-назір-апал II збудував нову столицю — Німруд, його військо вторглося в арамейське царство Біт-Адіні.